# Ducado de Palmela
El ducado de Palmela es un título nobiliario portugués, creado por Real Decreto de María II de Portugal el 18 de octubre de 1850, a favor de Pedro de Sousa Holstein, entonces duque de Faial, diplomático y héroe de las Guerras Liberales de Portugal, y titular a su vez del primer condado de Palmela (1812) y marquesado de Palmela (1823).

## Condes de Palmela, marqueses de Palmela y duques de Faial
- Pedro de Sousa Holstein (1781–1850).

## Duques de Palmela
- Pedro de Sousa Holstein (1781–1850).
- Domingos de Sousa Holstein (1818–1864), también I marqués de Faial y II conde de Calhariz.
- María de Sousa Holstein (1841–1909), también II marquesa de Faial y III condessa de Calhariz.
- Helena de Sousa Holstein (1864–1941), también III marquesa de Faial.

La instauración de la República suprimió el sistema nobiliario portugués. Desde entonces, han sido pretendientes a este título:
- Domingos de Sousa e Holstein Beck (1897–1969)
- Luís Maria da Assunção de Sousa e Holstein Beck (1919–1997)
- Pedro Domingos de Sousa e Holstein Beck (1951–).

- Datos: Q392393
- Multimedia: Dukes of Palmela / Q392393